# Спецприёмник
Спецприёмник — пенитенциарное учреждение в Российской Федерации, в задачи которого входит содержание лиц, подвергнутых административному аресту. Организационно спецприёмники входят в структуру МВД России.
С 1 января 2014 года иностранные граждане, выявленные на нелегальном положении — до момента их высылки (депортации или административного выдворения) переведены из спецприёмников — в специальные учреждения для временного содержания иностранных граждан ФМС России (СУВСИГи).

## Категории
В спецприёмник могут быть помещены граждане Российской Федерации, иностранцы или лица без гражданства, например, за мелкое хулиганство, пьяный дебош или нарушение ПДД. По утверждению заместителя начальника УФМС России по Курской области, начальника отдела оформления виз, разрешений, приглашений и регистрации иностранных граждан Александра Сошникова, почти 90 % поступающих в спецприёмник — это люди, оказавшиеся за бортом жизни и у себя на родине, и в России. Они уклоняются от постановки на миграционный учёт, попадают в поле зрения полиции. 
Между тем, по словам Сошникова, есть среди них и «добропорядочные» выдворенцы, сумевшие адаптироваться к условиям российской жизни. Но и к таким применяется суровая мера — они могут содержаться в центре до года включительно. Социальное положение контингента может быть самым разнообразным — от хронических алкоголиков, не оплативших услуги вытрезвителя, до вполне приличных бизнесменов.

## Процедура помещения в спецприёмник
Исполняющий обязанности начальника вологодского спецприемника УВД Валерий Кожин пояснил, что процедура помещения арестованного в камеру начинается с осмотра дежурным врачом. Фельдшер осматривает доставленного в спецприёмник, интересуется жалобами на здоровье. Существует перечень заболеваний, в том числе и хронических (например язва или астма), больным которыми противопоказано содержание в спецприёмнике. Затем задержанный должен предъявить имеющиеся у него документы (при наличии таковых): справку из адресного стола, паспорт, постановление судьи. Вещи и ценности, в том числе шнурки, арестованный сдаёт дежурному. Все металлические предметы также отбирают на входе. Любой доставленный в спецприёмник имеет право на один звонок родственникам или доверенному представителю интересов. Родственникам разрешено передавать в камеры продукты питания. Перед помещением в камеру задержанных снимают на фотоаппарат или видеокамеру: анфас/в профиль, имя/фамилия/адрес. Лица, доставленные в спецприёмник, как правило, помещаются в камеры по три — шесть человек. Иногда, при переполнении учреждения, приходится уплотнять содержащихся. В период пребывания задержанные, хоть и не обязаны, но могут работать, — администрацией им предлагается на выбор: убирать снег на территории вокруг спецприёмника, мыть посуду, раздавать пищу.